# Dødheimsgard
Dødheimsgard, vu aussi sous la forme DHG à partir de 2000, est un groupe de black metal norvégien, originaire d'Oslo. Formé en 1994, leurs derniers album et EP les voient plus souvent classés comme un groupe de metal avant-gardiste et de metal industriel, gardant néanmoins leurs origines black metal.

## Biographie
Dødheimsgard est formé en 1994 à Oslo. Dødheimsgard est la contraction de trois mots : Død qui veut dire « mort », heim qui veut dire « maison », et gard qui signifie (en tout cas dans ce contexte) « manoir ». Le groupe publie son premier album, Kronet Til Konge, en 1995.
En 2006, ils terminent leur album Supervillain Outcast, dont la sortie chez Moonfog  Productions est retardée jusqu'en janvier 2007. Des versions pirates sont néanmoins disponibles en avance sur les réseaux P2P, dont une répétition sans la voix.
En 2006, ils complètent leur album Supervillain Outcast, publié en avril 2007 chez Moonfog et The End Records.
Le 4 janvier 2008, le départ de Kvohst est annoncé Cependant, il revient plus tard à Dødheimsgard. En 2010, le groupe compte un nouveau batteur, Terghl, et un nouveau guitariste, Blargh. Dødheimsgard est annoncé au Hellfest de Clisson, en France, les 17 et 19 juin 2010.
Le 14 mars 2015, le groupe dévoile l'intégralité des pistes de son nouvel album, A Umbra Omega, publié le 16 mars la même année, au label Peaceville Records,. En juin 2016, ils annoncent le départ de leur chanteur Aldrahn.

## Membres

### Membres actuels
- Vicotnik (Viper, Mr. Fixit) - guitare, voix (depuis 1994)
- Terghl - batterie (depuis 2009)
- Thunberg - guitare (depuis 2015)
- L.E. Måløy - basse (depuis 2015)

### Anciens membres
- Aldrahn (Bjørn Dencker Gjerde) - voix, guitare (1994-2003)
- Alver (Jonas Alver) - basse (1996)
- Apollyon (Ole Jørgen Moe) - basse, batterie, guitare, voix (1995-1999)
- Cerberus - basse (1998)
- Czral (Carl-Michael Eide) - batterie (1999-2003) (sur Supervillain Outcast)
- Fenriz (Gylve Nagell) - voix, basse (1994-1995) (voir aussi Darkthrone)
- Inflabitan - guitare, basse (en tournée en 1999)
- Galder (Thomas Rune Andersen) - guitare (1998)
- Mort - effets spéciaux sur Supervillain Outcast
- Mr. Magic Logic/Hologram/Zweizz (Svein Egil Hatlevik) - clavier, piano (1997-2003)

## Discographie
- 1995 : Kronet Til Konge
- 1996 : Monumental Possession
- 1998 : Satanic Art
- 1999 : 666 International
- 2007 : Supervillain Outcast
- 2015 : A Umbra Omega
- 2023 : Black Medium Current